# Mimosa (genre)
Pour les articles homonymes, voir Mimosa.
Genre
Classification phylogénétique

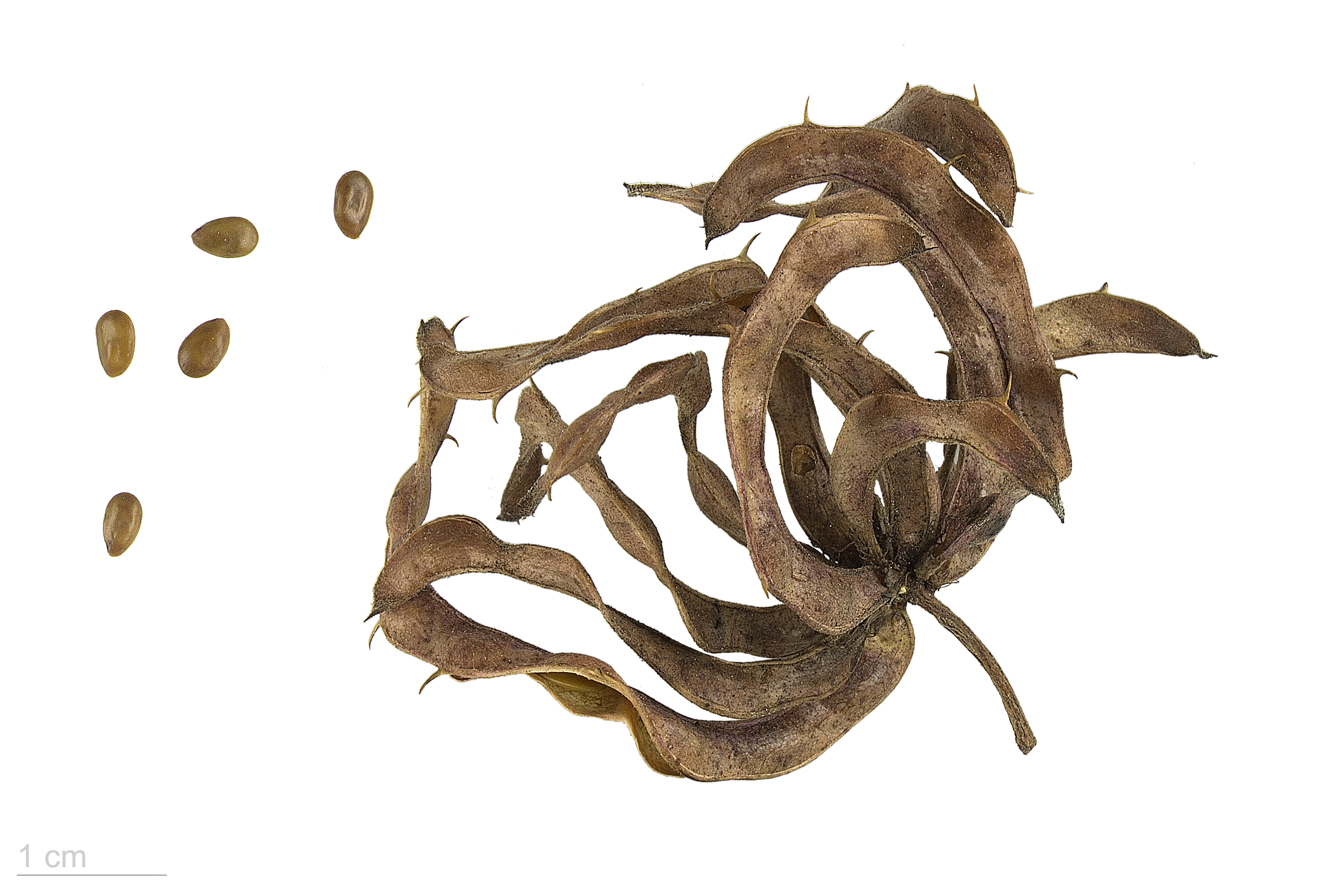
Mimosa aculeaticarpa au MHNT.

Mimosa est un genre de plantes à fleurs de la famille des Mimosaceae selon la classification classique de Cronquist (1981) ou de la grande famille des Fabaceae et de la sous-famille des Mimosoideae selon la classification phylogénétique. Il comprend près de 400 espèces d'arbres et arbustes.

## Systématique

### Appellation
Par un étrange télescopage entre les noms vernaculaires et les noms scientifiques, il existe une confusion dans les appellations de trois genres : les genres Acacia, Robinia et Mimosa. En effet, l'espèce appelée mimosa dans le langage courant a pour nom de genre Acacia, alors que ce que nous appelons acacia est en fait du genre Robinia. Quant aux espèces portant le nom de genre Mimosa, nous les appelons plutôt « sensitives ».

### Liste d'espèces
Au cours de l'histoire de la botanique, la circonscription du genre Mimosa a fortement varié, si bien que de nombreuses espèces décrites dans ce genre sont actuellement attribuées à d'autres genres (par exemple Acacia ou Albizia). 
Le genre Mimosa comprend actuellement environ 400 espèces, dont notamment :
- Mimosa aculeaticarpa Ortega
- Mimosa arenosa (Willd.) Poir.
- Mimosa asperata L.
- Mimosa borealis Gray
- Mimosa casta L.
- Mimosa caesalpiniaefolia Benth.
- Mimosa ceratonia L.
- Mimosa diplotricha C.Wright ex Sauvalle
- Mimosa dysocarpa Benth.
- Mimosa dysocarpa var. dysocarpa Benth.
- Mimosa emoryana Benth.
- Mimosa grahamii Gray
- Mimosa grahamii var. grahamii Gray
- Mimosa hystricina (Small ex Britt. et Rose) B.L.Turner
- Mimosa latidens (Small) B.L. Turner
- Mimosa laxiflora Benth.
- Mimosa malacophylla Gray
- Mimosa microphylla Dry.
- Mimosa nuttallii (DC.) B.L. Turner
- Mimosa pellita Kunth ex Willd.
- Mimosa pigra L.
- Mimosa pigra var. pigra L.
- Mimosa pudica L. - La sensitive
- Mimosa quadrivalvis L.
- Mimosa quadrivalvis var. hystricina (Small) Barneby
- Mimosa roemeriana Scheele
- Mimosa rupertiana B.L. Turner
- Mimosa schomburgkii Benth.
- Mimosa spegazzinii Pirotta
- Mimosa strigillosa Torr. et Gray
- Mimosa tenuiflora (Willd.) Poir. (Mimosa hostilis)
- Mimosa texana (Gray) Small
- Mimosa turneri Barneby
- Mimosa verrucosa

## Espèces remarquables
- la sensitive (ou Mimosa pudica) nommée ainsi en raison des mouvements de rétractation de ses feuilles lors d'un frôlement. C'est d'ailleurs la sensitive qui est à l'origine du mot mimosa, utilisé par les botanistes du XVIe siècle (herba mimosa) et dérivé du latin mimus (= mime) afin d'exprimer l'idée de mouvement.

- Le Mimosa tenuiflora (= Mimosa hostilis) est réputé pour être à la base du ajuca ou vinho de jurema, une boisson hallucinogène rituelle dans certaines ethnies d'Amérique du Sud. Il s'agit d'un culte ancien signalé dans une chronique de 1788 et une autre de 1843[2]. Les principes actifs isolés de Mimosa tenuiflora sont la N, N-diméthyltryptamine[2] et la Yurémamine[3].

- Le Mimosa verrucosa est aussi utilisé au même usage[2].